# San Mateo (Nuevo México)
San Mateo es un lugar designado por el censo ubicado en el condado de Cíbola en el estado estadounidense de Nuevo México. En el Censo de 2010 tenía una población de 161 habitantes y una densidad poblacional de 13 personas por km².

## Geografía
San Mateo se encuentra ubicado en las coordenadas 35°20′1″N 107°39′0″O / 35.33361, -107.65000. Según la Oficina del Censo de los Estados Unidos, San Mateo tiene una superficie total de 12.38 km², de la cual 12.36 km² corresponden a tierra firme y (0.21%) 0.03 km² es agua.

## Demografía
Según el censo de 2010, había 161 personas residiendo en San Mateo. La densidad de población era de 13 hab./km². De los 161 habitantes, San Mateo estaba compuesto por el 57.14% blancos, el 2.48% eran afroamericanos, el 4.35% eran amerindios, el 0% eran asiáticos, el 0% eran isleños del Pacífico, el 32.3% eran de otras razas y el 3.73% pertenecían a dos o más razas. Del total de la población el 85.71% eran hispanos o latinos de cualquier raza.